# 川根兩國站
川根兩國站（日语：／ Kawane-Ryōgoku eki */?）是位於靜岡縣榛原郡川根本町千頭，屬於大井川鐵道的井川線車站。

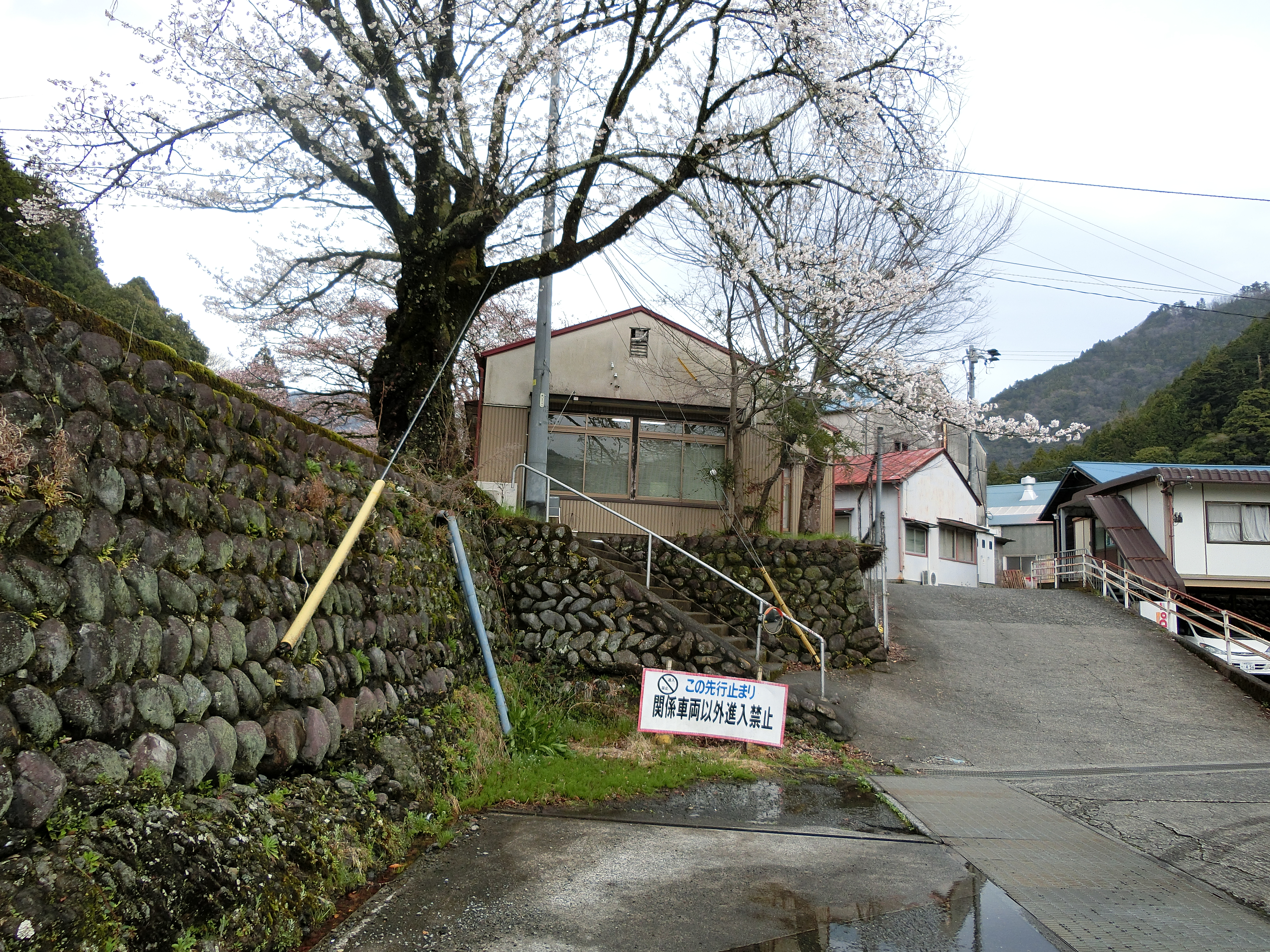
車站入口(2017年4月)

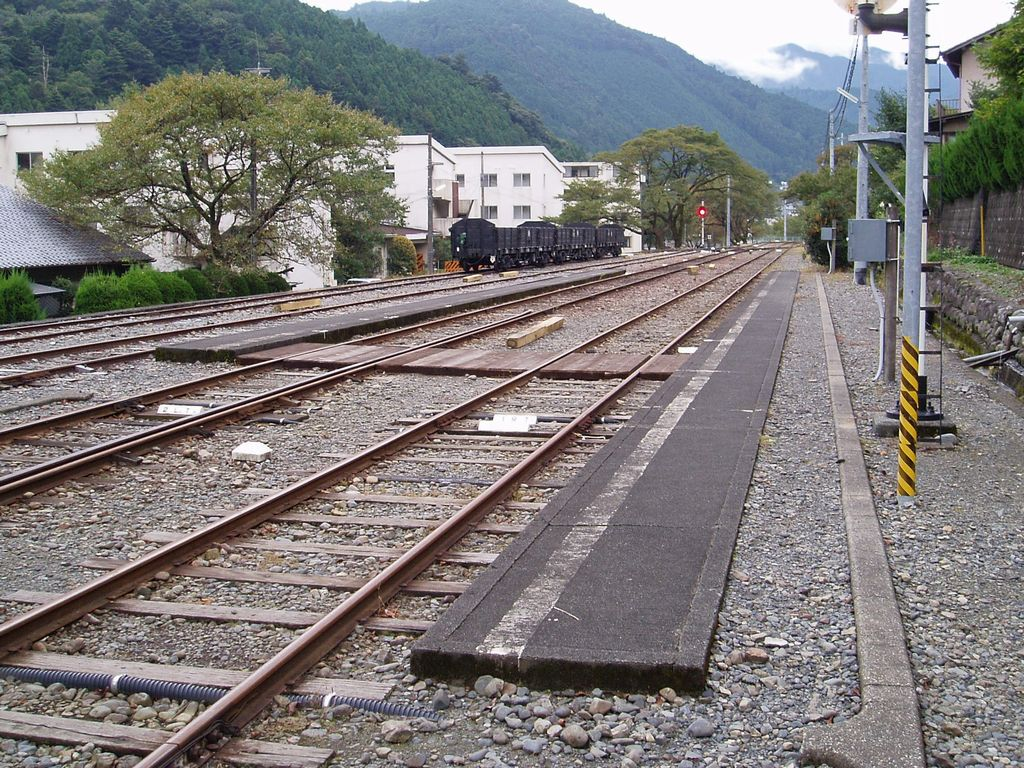
月台(2007年10月)

## 歷史
- 1935年（昭和10年）5月30日 - 車站啟用。
- 1936年（昭和11年）11月19日 - 軌距由762mm改為1067mm。由於寸又川專用軌道（後來為千頭森林鐵道（日语：千頭森林鉄道））會駛入此站，因此千頭站至澤間站之間設有762mm路軌（雙軌距）。
- 1959年（昭和34年）8月1日 - 中部電力專用鐵道由大井川鐵道繼承，成為大井川鐵道井川線車站。同時，開設旅客業務。
- 1969年（昭和44年） - 千頭森林鐵道廢止，千頭站至澤間站之間的762mm路軌撤走。
- 1970年（昭和45年） - 千頭至川根兩國之間的並行側線上開設迷你SL列車運行。
- 1989年（平成元年）11月26日 - 迷你SL列車終束運行[1]。

## 車站構造
此站是地面車站，設有2面2線的相對式月台。月台旁設有2條側線和留置線。車站內設有一座很像站房的建築物，但是實際上是兩國乘務區的建築物。站內設有井川線的車廠，名為兩國車輌區和保線區。
千頭站至此站之間曾設有貨物專用線，並且與井川線並行。該區間為雙線鐵路。在1960年代後半變為休閒設施，於1970年使用蒸氣機車行走該線上。當時為大井川鐵道蒸氣機車動態保存的路線。但由於該路線阻礙了千頭站附近道路的擴張，因此於1989年（平成元年）11月26日起停止使用。

## 車站周邊
- 大井川
  - 設有吊橋（兩國吊橋）跨越大井川。
- 靜岡縣道77號川根寸又峽線（日语：静岡県道77号川根寸又峡線）

## 圖庫

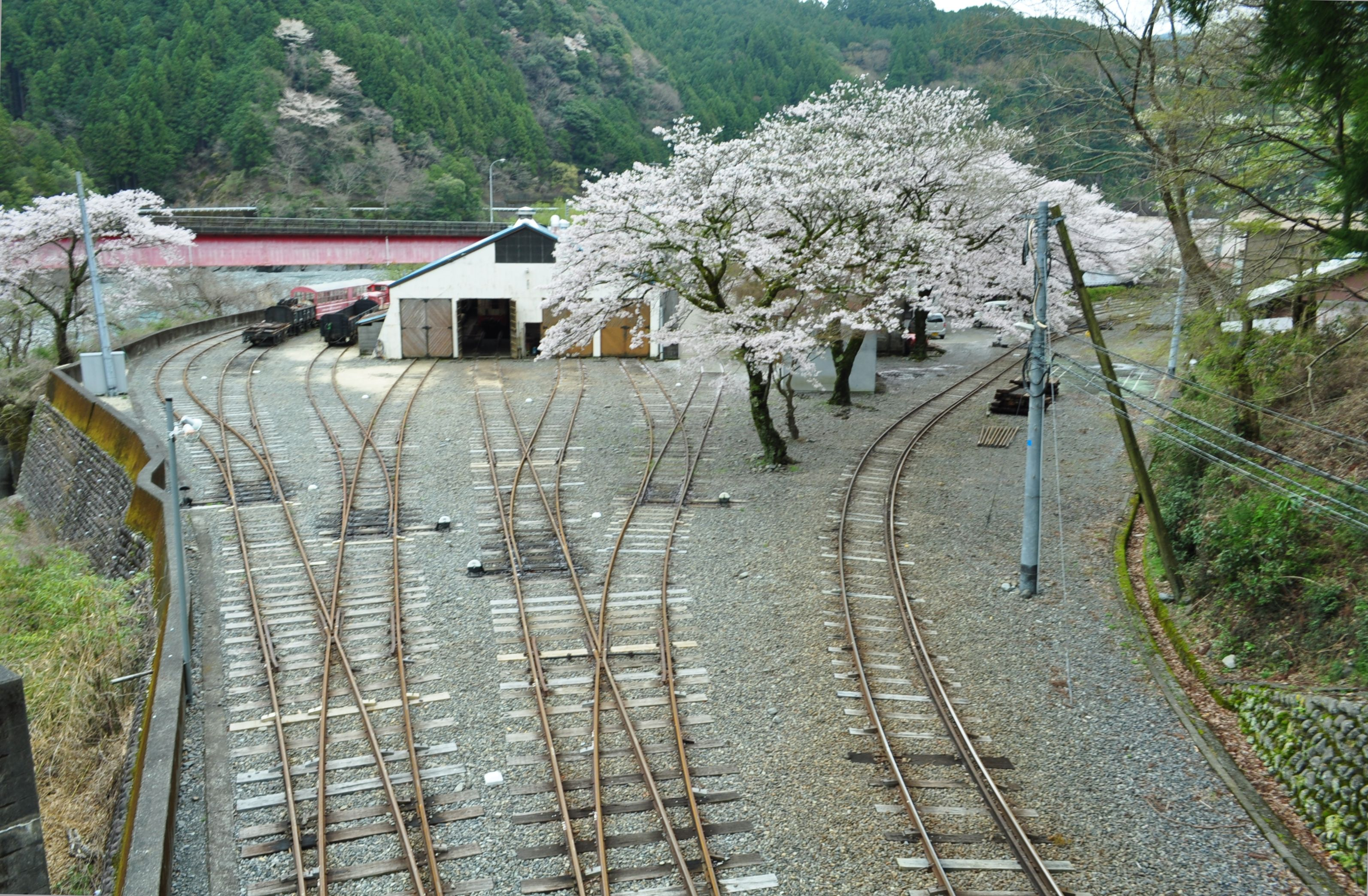
川根兩國站內（2015年4月4）
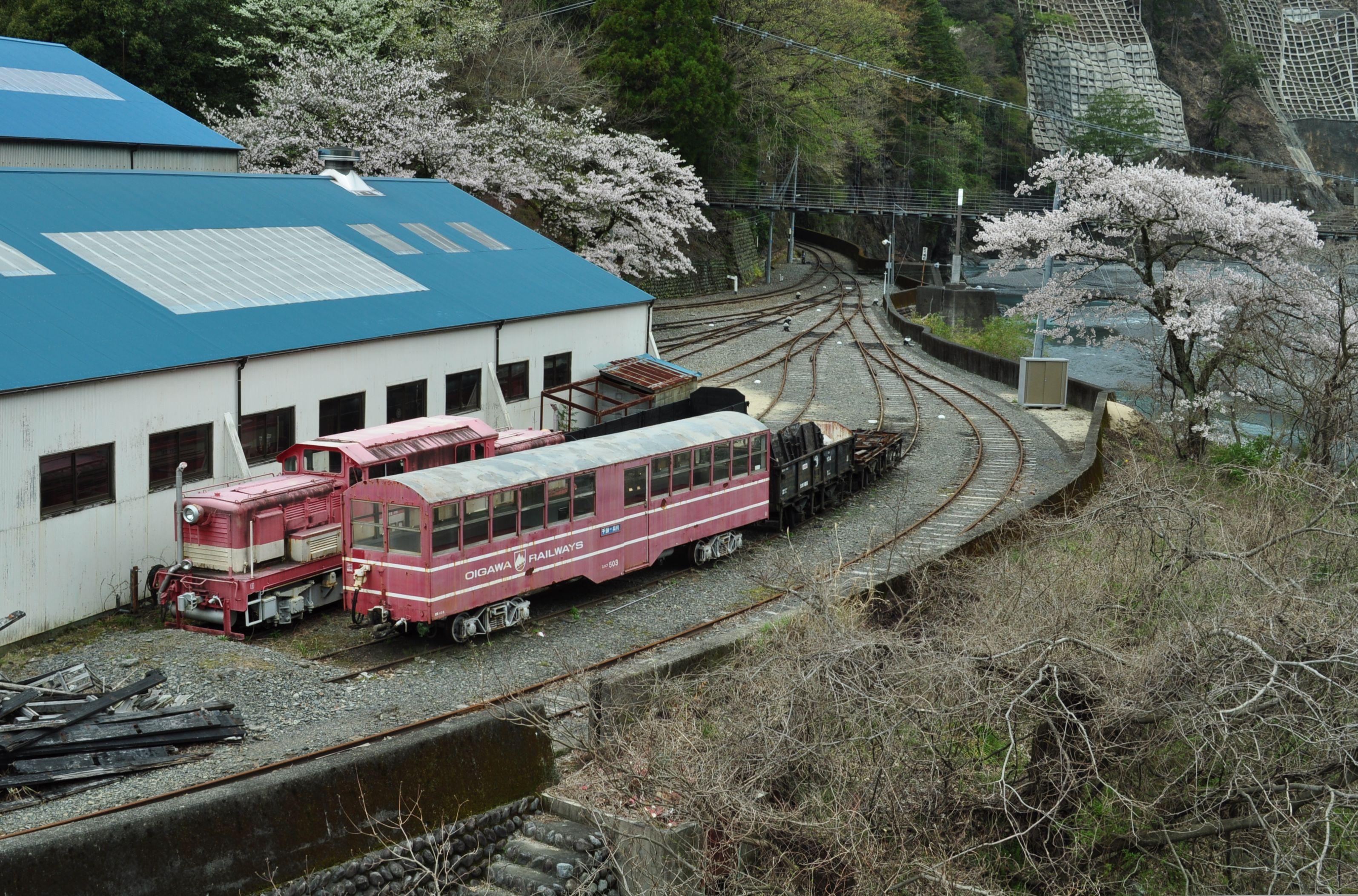
川根兩國站內（2015年4月4）
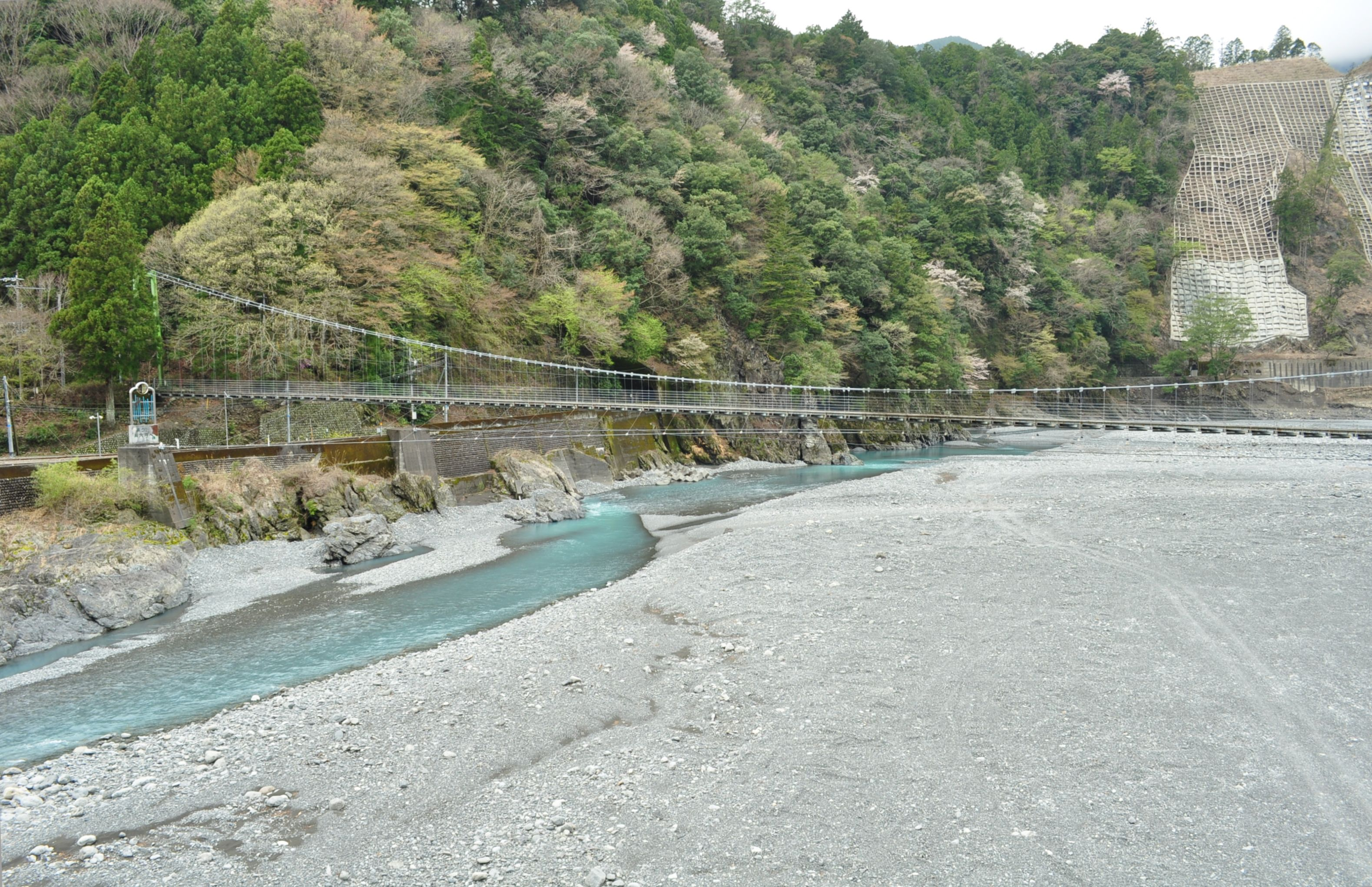
兩國吊橋（2015年4月）
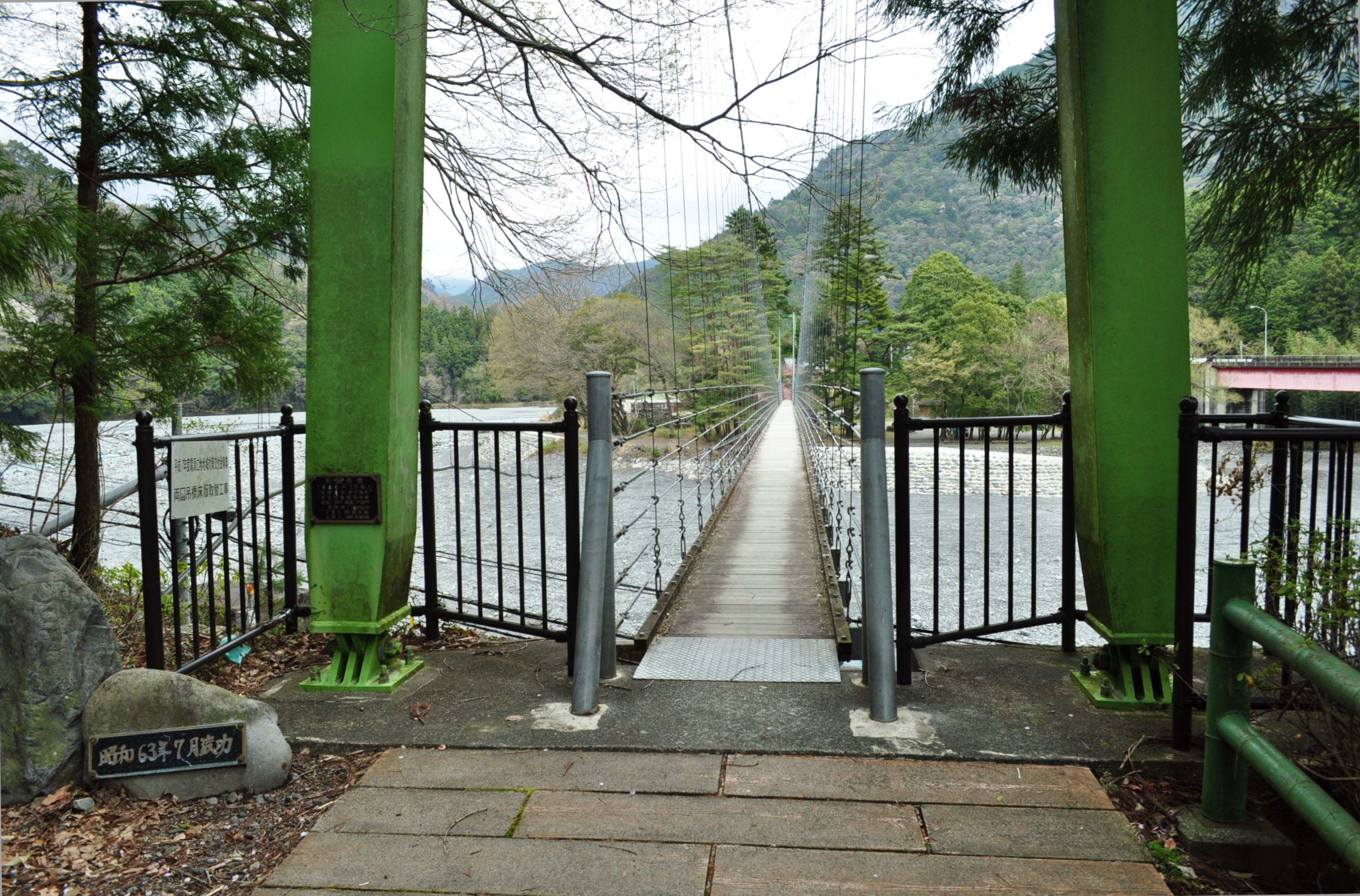
川根兩國站旁的兩國吊橋（2015年4月）
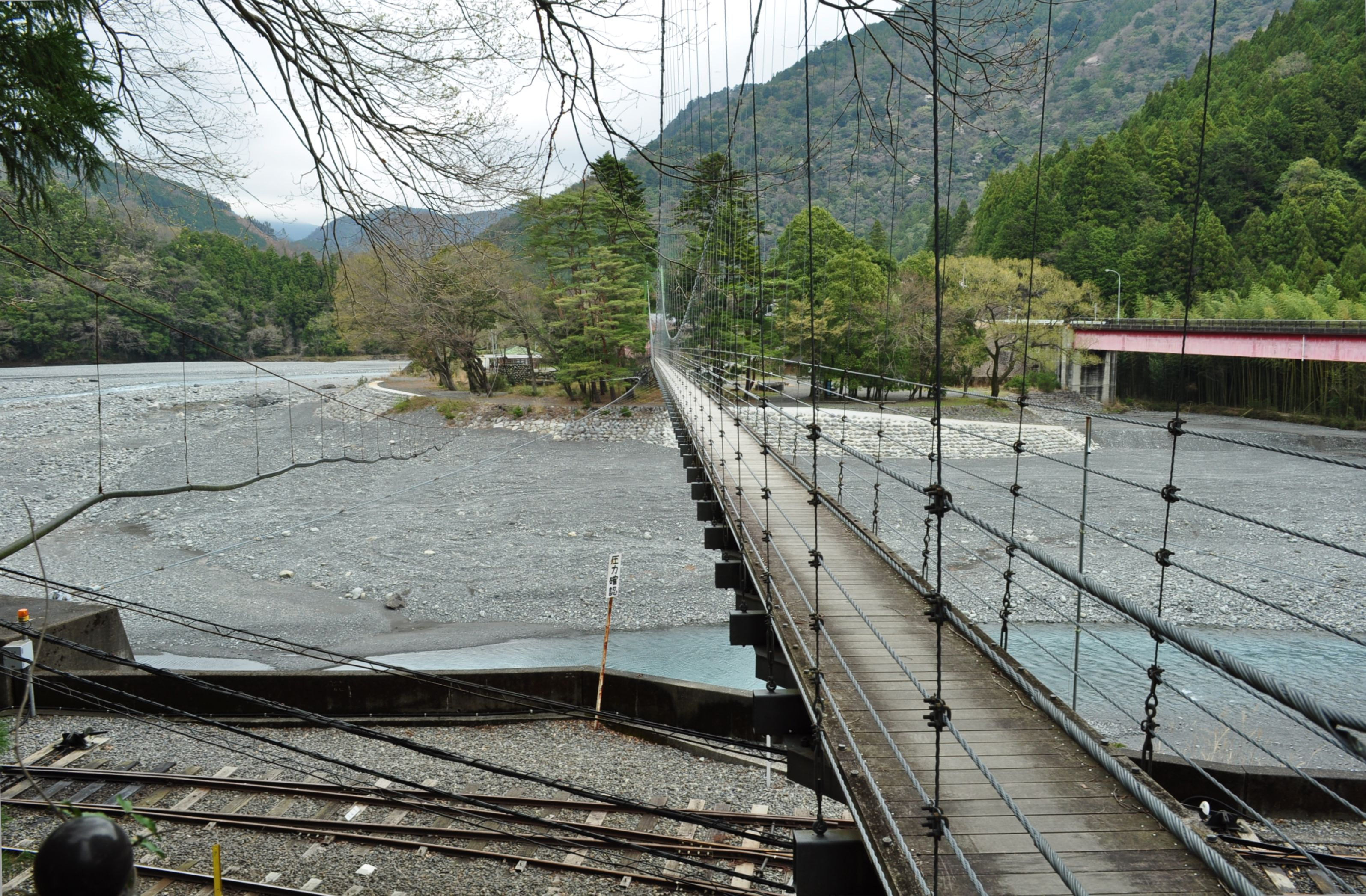
川根兩國站傍的兩國吊橋（2015年4月）

## 相鄰車站
大井川鐵道
井川線
千頭－川根兩國－澤間

## 注腳
1. ↑  《鐵道迷》 1990年2月號 114頁

## 外部連結
- 大井川鐵道 （页面存档备份，存于）（日語）